# Kaple Nanebevzetí Panny Marie (Třebihošť)
Kaple Nanebevzetí Panny Marie je římskokatolická kaple v obci Třebihošť, farnosti Dvůr Králové nad Labem. Někdy je kaple uváděna jako filiální kostel. Od 23. června 2021 je chráněna jako kulturní památka České republiky.

## Historie
Původní dřevěná kaple byla vystavěna v roce 1754, současná zděná kaple se stropem klenutým valenou klenbou je z roku 1822 a byla postavena nákladem obce a obyvatel Třebihoště. V roce 1869 byl pořízen nový oltář od řezbáře Blažka z Kocléřova. V letech 1900–1901 byla ke kapli přistavěna loď a předsíň podle projektu pražského architekta Antonína Cechnera, který je také autorem přestavby kostela v Miletíně. Zvon s nápisem Franciscus Antonius Frank me fundit – Pragae 1752 byl do kaple pořízen v roce 1823, přečkal 1. sv. válku, ale v roce 1943 byl Němci zrekvírován. V roce 1971 byl zvonařem Rudolfem Manouškem ve Zbraslavi odlit nový zvon o váze 30 kg. V roce 1935 byla do kaple zavedena elektřina.

## Varhany
Třírejstříkové varhany byly postaveny firmou Josef Rejn a Josef Černý z Královských Vinohrad.